# 矩形関数

矩形関数

矩形関数（くけいかんすう、英: rectangular function）は、単関数の一種で、以下のように定義される関数である。
{\displaystyle \operatorname {rect} (t)=\sqcap (t)={\begin{cases}0&{\mbox{if }}|t|>1/2\\1/2&{\mbox{if }}|t|=1/2\\1&{\mbox{if }}|t|<1/2\end{cases}}}
別の定義では、{\displaystyle \operatorname {rect} (\pm 1/2)} を 0 か 1 にするか、未定義とする。

## 別表現
- ヘヴィサイドの階段関数 {\displaystyle u(t)} を使って次のように矩形関数を表現することもできる。

{\displaystyle \operatorname {rect} \left({\frac {t}{\tau }}\right)=u\left(t+{\frac {\tau }{2}}\right)-u\left(t-{\frac {\tau }{2}}\right)}
または、
{\displaystyle \operatorname {rect} (t)=u\left(t+{\frac {1}{2}}\right)\cdot u\left({\frac {1}{2}}-t\right)}
とも表せる。
- 極限を用いれば、

{\displaystyle \operatorname {rect} (t)=\lim _{n\to \infty }{\frac {1}{1+|2t|^{n}}}}
とも表せる。

## 性質
- 矩形関数のフーリエ変換は次のようになる。

{\displaystyle \int _{-\infty }^{\infty }\operatorname {rect} (t)\cdot e^{-i2\pi ft}\,dt={\frac {\sin(\pi f)}{\pi f}}=\operatorname {sinc} (f)}
および、
{\displaystyle {\frac {1}{\sqrt {2\pi }}}\int _{-\infty }^{\infty }\operatorname {rect} (t)\cdot e^{-i\omega t}\,dt={\frac {1}{\sqrt {2\pi }}}\operatorname {sinc} \left({\frac {\omega }{2\pi }}\right)}
ここで sinc は正規化されたSinc関数である。
- 三角形関数は2つの矩形関数の畳み込みで定義できる。

{\displaystyle \operatorname {tri} (t)=\operatorname {rect} (t)*\operatorname {rect} (t)}
- 矩形関数の確率分布関数として見た場合、その特性関数は次のようになる。

{\displaystyle \varphi (k)={\frac {\sin(k/2)}{k/2}}}
また、その積率母関数は次のようになる。
{\displaystyle M(k)={\frac {\sinh(k/2)}{k/2}}}
ここで、{\displaystyle \sinh(t)} は双曲線正弦関数である。